# Ira, Vermont
Ira är en kommun (town) i Rutland County, Vermont, USA med cirka 368 invånare (2020). 
Kommunen har namn efter Ira Allen, bror till Ethan Allen som slogs tillsammans med Green Mountain Boys of the Revolutionary War.